# الضرائب على السيارات في المملكة المتحدة
يتكون ضريبة السيارات في المملكة المتحدة بشكل أساسي من ضريبة المواد المزروعة على السيارات (المعروفة باسم VED، ضريبة المركبات، ضريبة السيارات، وضريبة الطرق) ، التي يتم تحصيلها على المركبات المسجلة في المم المتحدة، وضرائب النفط الهيدروكربوني (المشار إليها عادة باسم ضريبة الوقود) ، التي تم تحصيلها علي الوقود الذي تستخدمها المركبات المزودة. جمع ضريبة الـ VED و ضريبة على الوقود حوالي 32 مليار جنيه استرليني في عام 2009، وتم جمع 4 مليارات جنيه استرالي إضافي من ضريبة القيمة المضافة على شراء الوقود. ويشير التقديرات إلى أن ضرائب السيارات المتعلقة بالعام المالي 2011/12، بما في ذلك رسوم الوقود و VED، تصل إلى أكثر من 38 مليار جنيه استرليني، مما يمثل ما يقرب من 7% من
يتم تطبيق تسعير الطرق ، على شكل رسوم الازدحام ، في لندن ودورهام . ومع ذلك، يُنظر إليها عمومًا على أنها رسوم استخدام وليست ضريبة لأغراض قانونية، على الرغم من أن هذا التفسير محل خلاف من قبل الولايات المتحدة وبعض السفارات الأخرى فيما يتعلق برسوم الازدحام في لندن . 

## الضرائب الجارية

### رسوم على زيت الهيدروكربون ("رسوم على الوقود")
ضريبة على زيت الهيدروكربون، والتي يشار إليها عادة باسم "ضريبة على الوقود" أو "ضريبية على الوقودي" هي ضريبة مصدرة على بعض الوقود التي تستخدمها المركبات في المملكة المتحدة. يستند الضريبة على حجم الوقود، وليس كمئة من سعر البيع. باستثناء الغاز، الأسعار لا تختلف حسب نوع الوقود. بعض المركبات بما في ذلك خدمات الحافلات المحلية، بعض المركبات الزراعية والبناءية والطيران تدفع رسومًا مخفضة أو بدون رسوم على الوقود. تتوفر خصم من رسوم الوقود للنقل بالحافلة في المملكة المتحدة. في مايو 2008، كانت ضرائب الوقود في المملكة المتحدة أعلى في أوروبا.
كانت إيرادات الحكومة من رسوم الوقود 25.894 مليار جنيه إسترليني في عام 2009. تم جمع 3،884 مليار جنيه إضافي من ضريبة القيمة المضافة على الرسوم.

### ضريبة السيارات (ضريبة السّيارات)
ضريبة السيارات، والمعروفة أيضا باسم "VED" و"ضريبة السّيارات" و" ضريبة السيارة" و" الضريبة على الطرق"، هي ضريبة سنوية على استخدام السّيارة على الطّريق، يتم تحصيلها كضريبة مصدرة، والتي يجب دفعها على معظم أنواع السّيارَات التي ستستخدم (أو تمّ تركيلها) على الطّرق العامة في المملكة المتحدة. لم تعد على المركبات ذات الحركة التي تستخدم على الطرق العامة أن تظهر رخصة مركبة حالية (قائمة ضريبية) كدليل على الدفع لن يتم إصدارها دون إثبات مسبق بأن المركبة لديها رخصة نقل و تأمين صالحة. يجب أن يتم إعداد "إشعار قانوني خارج الطريق" (SORN) لسيارة مسجلة لا تستخدم على الطريق، والتي تم فرض ضرائب منذ 31 يناير 1998.
تم إدخال نظام "فيديو" في ميزانية عام 1888؛ تم إدخاله في عام 1920، والنظام الحالي، الذي ينطبق على المركبات ذات السيارات بشكل خاص، وكان يدفع في البداية مباشرة إلى صندوق الطرق الذي كان محاصراً في مجال بناء الطرق حتى عام 1937، وبعد ذلك تم التعامل معه كضريبة عامة. منذ عام 1999، تم فرض الرسوم وفقا لإنبعاثات ثاني أكسيد الكربون، بدءاً من معدل مخفض بقيمة 50 جنيه إسترليني، تم توسيع النظام إلى نظام منقسم في عام 2001.
لقد رفع الرسوم 5.63 مليار جنيه استرليني في عام 2009.

### رسوم تسجيل المركبات الأولى
الرسم الذي تفرضه وكالة ترخيص السائقين والمركبات لمرة واحدة مقابل التسجيل الإلزامي للمركبة التي سيتم استخدامها أو الاحتفاظ بها على الطرق العامة.

### واردات السيارات
قد يتم تقييم الرسوم الجمركية على بعض مركبات Gray المستوردة ومكونات المركبات أو قطع الغيار من خارج الاتحاد الأوروبي مقابل رسوم إضافية تخضع بعد ذلك لضريبة القيمة المضافة.

### ضريبة الدخل
يتم التعامل مع قيمة السيارة التي اشترتها شركة لاستخدام موظفيها المخصص كفائدة ضريبية لهذه الفرد، وتقدرها هيئة الصحة العالمية مع الدخل الآخر لأغراض ضريبة الدخل. حتى عام 2002، تم تقييم الفائدة المالية التي يُحققها على أساس الأسعار والميال التي تم تحديدها، ثم تم تعديلها بحيث يتم تقييم المركبات ذات الانبعاثات المنخفضة بقيمة أقل من تلك ذات الانبهاثات العالية. بالإضافة إلى ذلك، ظل الإعانة الضريبية للميال التي تستخدم السيارات الخاصة ثابتة.
يتم شراء نسبة كبيرة من المركبات الجديدة كسيارات شركات، وبالتالي فإن هذا النظام من الشحن ليس فقط يهدف إلى تشجيع الشركات على استخدام المركبات "الأكثر نظافة"، ولكن، عندما يتم بيعها في السوق المستخدمة، ستقوم هذه المركبات بتصفية وتعزيز كفاءة "الأسطول" الوطني.

## رسوم استخدام الطرق

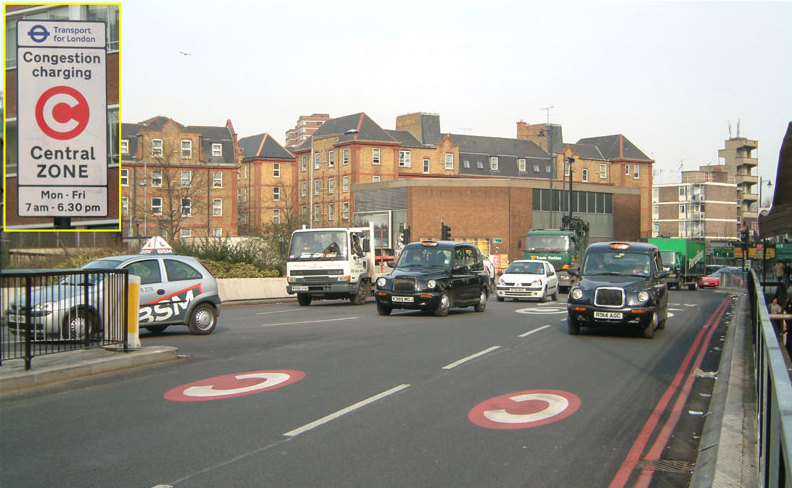
في لندن، علامات الشوارع وشارة (مضافة) مع السائقين الأبيض على الأحمر إشعار التهمة.

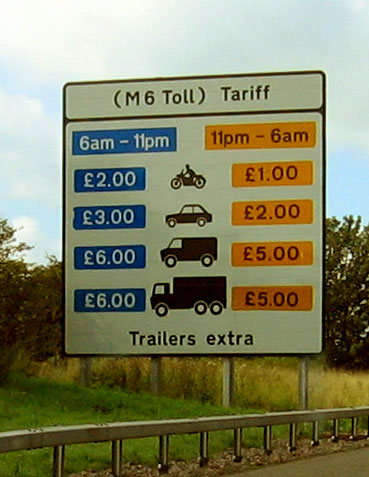
أسعار الركوب من طرق M6

في لندن وفي عدد قليل من الأماكن الأخرى، يتم النظر إلى رسوم استخدام الطرق في شكل أسعار الطرق، ومع ذلك، هذه الرسوم عموماً تعتبر "رسوم استخدام" بدلاً من فرض ضريبة لأغراض قانونية، على الرغم من أن هذا أمر مثير للجدل فيما يتعلق رسوم حركة لندن من قبل الولايات المتحدة وبعض البلدان الأخرى.

## الضرائب والرسوم المقترحة

### تسعير الطرق
في عام 2005، نشرت الحكومة مقترحات لبرنامج لتسعير الطرق على نطاق واسع في المملكة المتحدة. تم تصميم هذا لتكون محايدة من الإيرادات مع خفض ضرائب السيارات الأخرى لتعويضها. كانت هذه الخطط مثيرة للجدل للغاية حيث وقع 1.8 مليون شخص على عريضة ضدهم.

### رسوم سيارات العمل
بموجب قانون النقل عام 2000، يمكن للسلطات المحلية للاتصالات في إنجلترا وويلز، خارج لندن، أن تعرض لرسوم مواقف السيارات في مكان العمل (WPL) للمساعدة في معالجة الازدحام في المدن والبلدات.
في أبريل 2012، أصبحت نوتنغهام أول مدينة في المملكة المتحدة لتقديم WPL. يفرض الرسوم 350 جنيه استرليني على كل مكان للوقوف المتاح للموظفين في الشركات التي لديها أكثر من عشرة أماكن للوقوف. استخدم المجلس الإيرادات التي تبلغ حوالي 10 ملايين جنيه إسترليني سنوياً لتطوير نظام الإشارات في المدينة. منذ إدخال الرسوم، شهدت انخفاضاً بنسبة 9% في حركة المرور وزيادة بنسبة 15% في استخدام وسائل النقل العام.

### خفض الإيرادات الضريبية المستقبلية
وجدت دراسة أجريت عام 2012 من قبل معهد الدراسات المالية (IFS) التي تمولها مؤسسة RAC أن جهود الحكومة لتعزيز المركبات الخضراء ذات بصمة انخفاض الكربون يمكن أن تؤدي إلى خسارة كبيرة من إيرادات الضرائب على السيارات، وتقدر بنحو 13 مليار جنيه إسترليني بحلول عام 2029 بأسعار الحالية، وفقا للتوقعات التي تقدمها مكتب المسؤولية الميزانية. هذا الانخفاض في الإيرادات يرجع جزئيا إلى تحسين كفاءة المركبات ونمو المركبات الكهربائية المضافة. ومن بين الخيارات المتاحة للحكومة لتعويض الخسارة، تم النظر في زيادة مزيد من الرسوم على البنزين والديزل أو إدخال ضرائب جديدة على مصادر الطاقة البديلة مثل الكهرباء للسيارات. ومع ذلك، نظراً لعدم شعبية أولها ومخاطر تعيق استراتيجية المركبات الخضراء بأكملها، توصيت دراسة IFS بإدخال نظام وطني لتقييم أسعار الطرق لتقييم السائقين لكل ميل تمر به، مع ارتفاع الأسعار في المناطق المزدحمة في أوقات الذروة، مع تقليل ضرائب السيارات الحالية. في إطار هذه الاستراتيجية من المرجح أن يدفع السائقون في الريف أقل، حيث أن السائقين الريفيين يفرضون حالياً ضرائب زائدة على النحو المحدد.

### جائزة وولفسون الاقتصادية
جائزة وولفسون الاقتصادية لعام 2017 كانت مبنية على السؤال "كيف يمكننا دفع ثمن الطرق الأفضل والأمان والأكثر موثوقية بطريقة عادلة للمستخدمين في الطرق والتي تكون جيدة للاقتصاد والبيئة؟" فازت الهنغرية جرجي راكويجا بعرض يعتمد على فرض رسوم عن بعد لتحل محل رسوم الوقود والضرائب الضريبية على المركبات.

## الروابط الخارجية
- وقود للتفكير - ما، لماذا وكيفية تحديد ضرائب السيارات معهد الدراسات المالية (2012)